# JAM PUNCH!
JAM PUNCH!（ジャム パンチ!）はbayfmで2004年4月2日から2009年3月27日まで毎週金曜日19:00～21:00に放送されていたラジオ番組。

## DJ
- 森久保祥太郎
- 中澤裕子
- 相原玲[LaLaport DJ]

## 番組概要
- 番組構成は主にフリートーク、コーナー、20時台にはゲストを迎えている。番組内では当日のテーマやリスナーと話したい事を俗に"JAMる"(じゃむる)と称する。
- 番組は19:00よりスタートだが、18:50頃にBAY LINE 7300のDJとクロストークを行い、当日のテーマ等を告知する(bayfmの生ワイド番組の特徴でもある)。
- 2005年10月よりららぽーとTOKYO-BAY中央広場 MUSIC JAMブースより相原玲がLaLaport DJとして担当している（以前は古川恵実子が担当）。
- 相原は基本的にららぽーとTOKYO-BAYより放送しているが、森久保が番組を休んだ際や公開録音後の放送の際など時折、bayfm本社スタジオから放送した事がある。
- 「LaLaport MUSIC JAM Vol.○○」(○○の中は公開録音を開催する回数が入る)と題して公開録音も行っており、この公開録音の模様は後日放送される。

## 出来事
- 2007年2月22日に森久保祥太郎が声優の浅川悠と入籍し(のち離婚)、翌2月23日放送の番組内で正式に入籍報告を行った。森久保本人がラジオを通じて発表したのはこの番組が初であった（詳細は森久保のエピソードを参照）。
- 2008年4月4日より森久保に加え中澤裕子がDJを務める。

## 後番組
| bayfm 金曜日 19時〜21時 | bayfm 金曜日 19時〜21時                  | bayfm 金曜日 19時〜21時 |
| 前番組                  | 番組名                                   | 次番組                  |
| ----------------------- | ---------------------------------------- | ----------------------- |
| (不明)                  | JAM PUNCH! (2004年4月2日〜2009年3月27日) | ANSWER (2009年4月3日〜) |